# Deirdre O'Connell (actriz)
Deirdre O'Connell es una actriz estadounidense que ha trabajado en teatro, cine y televisión. Ha ganado un premio Tony y ha sido nominada a los premios Drama Desk, entre otros.

## Primeros años
O'Connell creció en Massachusetts. Es la mayor de los tres hijos de Anne Ludlum, dramaturga y actriz, y Thomas E. O'Connell, presidente fundador del Berkshire Community College. Estudió en el Taconic High School. O'Connell se matriculó en el Antioch College de Ohio, pero se retiró antes de graduarse.

## Carrera profesional
O'Connell comenzó su carrera en Stage One, un teatro experimental del Boston Center for the Arts. Debutó en Broadway en la reposición de The Front Page en 1986, y fue nominada al premio Drama Desk de 1991 a la mejor actriz de teatro por su actuación en la producción off-Broadway Love and Anger. Ha recibido dos premios Drama-Logue y un premio del Círculo de Críticos de Arte Dramático de Los Ángeles por su trabajo en los escenarios de la ciudad.
O'Connell hizo su debut en la pantalla en Tin Men . Otros títulos cinematográficos en los que ha participado son State of Grace, Straight Talk, Leaving Normal, Fearless, City of Angels, Hearts in Atlantis, Imaginary Heroes, Eternal Sunshine of the Spotless Mind, Wendy and Lucy,What Happens in Vegas, Secondhand Lions y Synecdoche, New york
Fue una habitual en L.A. Doctors y ha hecho numerosas apariciones como invitada en series como Kate & Allie, Chicago Hope, The Practice, Six Feet Under, Law & Order: Criminal Intent y Nurse Jackie. De 1994 a 2010, O'Connell apareció en seis episodios de Ley y Orden, cuatro de ellos como la Dra. Valerie Knight, la oncóloga de Anita Van Buren en la temporada 20.

## Premios y nominaciones
En 2020, O'Connell recibió una mención especial del Círculo de Críticos de Teatro de Nueva York por la excelencia de su carrera, incluyendo su actuación en Dana H., de Lucas Hnath, en el Vineyard Theatre. También ganó el premio Ovation 2010 a la actriz principal en una obra de teatro por el papel de Judy en la producción del Center Theatre Group de In the Wake Recibió el Premio Lucille Lortel 2020 a la mejor actuación en solitario en Dana H. de Lucas Hnath y el Premio a la Trayectoria en 2022.
O'Connell recibió un premio Obie especial en 2005 por la excelencia sostenida de su interpretación y fue galardonada con el premio a la mejor actriz en 2020 por su actuación en Dana H.
En 2022, ganó el premio Tony a la mejor actriz en una obra de teatro por Dana H. 
En 2024, fue nominada al Critics' Choice Television Awards por The Penguin en la categoría de Mejor actriz de reparto en película/miniserie 

## Filmografía

### Cine
| Año  | Título                                | Papel            |
| ---- | ------------------------------------- | ---------------- |
| 1987 | Tin Men                               | Nellie           |
| 1988 | Stars and Bars                        | Shanda Gage      |
| 1989 | Misplaced                             | Ella             |
| 1990 | Brain Dead                            | Mrs. Halsey      |
| 1990 | State of Grace                        | Irene            |
| 1990 | Pastime                               | Inez Brice       |
| 1992 | Falling from Grace                    | Sally Cutler     |
| 1992 | Straight Talk                         | Lily             |
| 1992 | Leaving Normal                        | Ellen            |
| 1992 | CrissCross                            | Shelly           |
| 1992 | Cool World                            | Isabelle Malley  |
| 1993 | Fearless                              | Nan Gordon       |
| 1995 | Smoke                                 | Sue              |
| 1996 | Lifeform                              | Dr. Gracia Scott |
| 1998 | City of Angels                        | Mrs. Balford     |
| 1999 | Just Looking                          | Mrs. Braverman   |
| 2001 | Hearts in Atlantis                    | Mrs. Gerber      |
| 2001 | Ball in the House                     | Phyllis          |
| 2002 | Dragonfly                             | Gwyn             |
| 2003 | Secondhand Lions                      | Helen            |
| 2004 | Eternal Sunshine of the Spotless Mind | Hollis Mierzwiak |
| 2004 | Imaginary Heroes                      | Marge Dwyer      |
| 2005 | Winter Passing                        | Deirdre          |
| 2005 | A Couple of Days and Nights           | Cosmo            |
| 2006 | Stephanie Daley                       | Jane             |
| 2007 | Trainwreck: My Life as an Idiot       | Cynthia          |
| 2008 | What Happens in Vegas                 | Mrs. Fuller      |
| 2008 | Wendy and Lucy                        | Deb (voice)      |
| 2009 | The Greatest                          | Joyce            |
| 2009 | A Dog Year                            | Donna Brady      |
| 2014 | Gabriel                               | Meredith         |
| 2014 | Apartment Troubles                    | Ina              |
| 2014 | St. Vincent                           | Linda            |
| 2014 | The Quitter                           | Kathleen Lembo   |
| 2016 | Detours                               | Beth             |
| 2017 | The Boy Downstairs                    | Amy              |
| 2018 | Diane                                 | Donna            |
| 2018 | Lez Bomb                              | Rose             |
| 2020 | Before/During/After                   | Nancy            |
| 2022 | The Requin                            | Anne             |

### Televisión
| Año     | Título                            | Papel                 | Notas                                                |
| ------- | --------------------------------- | --------------------- | ---------------------------------------------------- |
| 1985–86 | Loving                            | Sherri Rescott Watley | TV series                                            |
| 1987    | Kate & Allie                      | Catherine             | "Louis in Love"                                      |
| 1990    | H.E.L.P.                          | Terrance              | "Fire Down Below"                                    |
| 1992    | Lifestories: Families in Crisis   | Nancy Carlson         | "Gunplay: The Last Day in the Life of Brian Darling" |
| 1993    | Sirens                            | Off. Heidi Schiller   | Main role (season 1)                                 |
| 1994    | Chicago Hope                      | Ellen Wheeler         | "You Gotta Have Heart", "Genevieve and Fat Boy"      |
| 1994    | Law & Order                       | Jane Schuman          | "Breeder"                                            |
| 1995    | Fighting for My Daughter          | Peggy                 | TV film                                              |
| 1995    | Kansas                            | Holly                 | TV film                                              |
| 1995    | Trial by Fire                     | Roberta               | TV film                                              |
| 1996    | Our Son, the Matchmaker           | Winona                | TV film                                              |
| 1996    | Chasing the Dragon                | Doris                 | TV film                                              |
| 1996–97 | Second Noah                       | Shirley Crockmeyer    | Regular role                                         |
| 1997    | A Deadly Vision                   | Marilyn Middleton     | TV film                                              |
| 1997    | Breast Men                        | Lacey                 | TV film                                              |
| 1998    | From the Earth to the Moon        | Barbara Young         | "The Original Wives Club"                            |
| 1998–99 | L.A. Doctors                      | Suzanne Blum          | Main role                                            |
| 1999    | Murder in a Small Town            | Kate Faxton           | TV film                                              |
| 2001    | Just Ask My Children              | Ms. Landry            | TV film                                              |
| 2001    | The Practice                      | Jenny Baldwin         | "Vanished: Parts 1 & 2"                              |
| 2001    | Law & Order                       | Joanna Wilder         | "All My Children"                                    |
| 2005    | Law & Order: Criminal Intent      | Nina Lipton           | "The Good Child"                                     |
| 2009–10 | Law & Order                       | Dr. Valerie Knight    | Guest role (season 20)                               |
| 2010    | You Don't Know Jack               | Linda                 | TV film                                              |
| 2011    | Unforgettable                     | Sue Kelly             | "With Honor"                                         |
| 2011    | Law & Order: Special Victims Unit | Judge Owens           | "True Believers"                                     |
| 2012    | Person of Interest                | Joan                  | "Risk"                                               |
| 2012    | The Closer                        | Liz Provenza          | "Fool's Gold"                                        |
| 2014    | Nurse Jackie                      | Helen                 | "Rag and Bone", "Candyman", "Sisterhood"             |
| 2014–18 | The Affair                        | Athena Bailey         | Recurring role                                       |
| 2016–18 | The Path                          | Gab Armstrong         | Recurring role                                       |
| 2017    | Madam Secretary                   | Audrey Stewart        | "Article 5"                                          |
| 2017    | The Holdouts                      | Annie                 | TV film                                              |
| 2018    | $1                                | Carol                 | "1.3"                                                |
| 2018    | Daredevil                         | Anna Nelson           | 3 episodes                                           |
| 2021    | Tell Me Your Secrets              | Gayle Scott           | Episode: "Someone Worse Than Me"                     |
| 2022    | Outer Range                       | Patricia Tillerson    | 4 episodes                                           |
| 2024    | The Penguin                       | Francis Cobb          | Miniseries; main role                                |